# Jacob van Maerlant

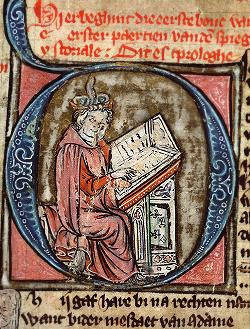
Jacob van Maerlant

Jacob van Maerlant lub Merlant (ur. ok. 1235, zm. po 1291) – średniowieczny poeta flamandzki, reprezentant literatury mieszczańskiej.
Autor licznych przeróbek romansów rycerskich (m.in. Alexanders Geesten o Aleksandrze Wielkim z ok. 1257, Historie van den Grale i Merlijns Boeck – przeróbki opowieści arturiańskich Roberta de Borron oraz Historie van Troyen o wojnie trojańskiej), adaptacji łacińskiej literatury dydaktycznej (m.in. Der Naturen Bloeme), żywotów świętych, poematów religijnych i dialogów. Za dzieło jego życia uważane jest rozpoczęte ok. 1282 Spieghel Historiael – wierszowany zarys historii powszechnej, dokończony po jego śmierci. 